# Bairro Craveiro Lopes
Bairro Craveiro Lopes est un quartier de la ville de Praia, capitale du Cap-Vert sur l'île de Santiago. 

## Présentation
Bairro Craveiro Lopes est situé au nord-ouest du centre-ville.
Ses quartiers voisins sont Achadinha au nord, Fazenda à l'est, Várzea au sud et Achada Eugénio Lima au nord-ouest.
Sa population était de 1 519 habitants au recensement de 2010.